# Narziss und Goldmund (Film)
Narziss und Goldmund ist ein Film von Stefan Ruzowitzky. Er ist eine freie Adaption, angelehnt an die gleichnamige Erzählung von Hermann Hesse aus dem Jahr 1930. Die Titelrollen von Narziss und Goldmund spielen Sabin Tambrea und Jannis Niewöhner. Der Film kam am 12. März 2020 in die deutschen und am folgenden Tag in die österreichischen Kinos.

## Handlung
Der Junge Goldmund wird von seinem Vater in das mittelalterliche Kloster Mariabronn gebracht. Der Vater zahlt dafür, dass der Junge hier eine klösterliche Ausbildung bekommt und er ihn niemals wiedersehen muss. Denn seine Mutter habe Schande über die Familie gebracht. Der etwas ältere Klosterschüler Narziss bekommt von dem Mönch Anselm den Auftrag, sich um den Neuzugang zu kümmern.
Die beiden gegensätzlichen Charaktere freunden sich mit der Zeit an. Narziss unterweist Goldmund in den strengen Klosterregeln und bringt ihm das Leben im Kloster näher. Der temperamentvolle und lebenslustige Goldmund eifert seinem Freund zunächst in allen Dingen nach, scheint aber für das karge Klosterleben nicht geschaffen. Narziss muss den schmächtigen Jungen nicht nur gegen ältere Raufbolde, sondern auch gegen die Prügel des Lateinlehrers Lothar verteidigen.
Sieben Jahre später sind die beiden zu Jünglingen herangewachsen. Der künstlerisch talentierte Goldmund betätigt sich in der Schreibstube als Buchmaler. Er beginnt, mit dem Klosteralltag zu hadern, und erkennt, dass die Lebensperspektive, die ihm das Kloster bietet, nicht mit seinen Vorstellungen von Freiheit übereinstimmt. Als Narziss bemerkt, dass sich Goldmund nach mehr als Freundschaft sehnt und ihm die Gottesliebe nicht genügt, zieht er sich zunehmend zurück. Zu einem Schlüsselerlebnis wird für Goldmund ein Besuch im Dorf, wo eine ältere Frau den Novizen ihre Brüste zeigt. Die Burschen haben Goldmund überredet, Zeichnungen von der Darbietung für sie anzufertigen. Der asketische Narziss ist hingegen im Kloster zurückgeblieben. Als die Gruppe die Hütte der Frau verlässt, wird der hübsche Goldmund von einer jüngeren Frau aufgefordert, doch wiederzukommen. Goldmund ist von der Atmosphäre in dem Dorf gleichzeitig angezogen und verwirrt.
Der Mönch Anselm, inzwischen Abt geworden, hat bereits bemerkt, dass Goldmund im Kloster nicht glücklich werden kann. Er bittet Narziss, ihn fortgehen zu lassen, auch weil es schon Gerede über die Freundschaft der beiden gebe. Narziss weist das Ansinnen zunächst zurück, wird aber von Anselm darauf hingewiesen, dass er dieses Opfer bringen und Goldmund selbst fortschicken müsse, da dieser nur auf ihn höre. Bald bietet sich ein Anlass dazu, als Narziss die erotischen Zeichnungen findet, die Goldmund nach dem Gedächtnis angefertigt hat. Die beiden geraten darüber in Streit. Narziss macht Goldmund Vorwürfe und meint, solche Dinge gehörten nicht hierher. Goldmund erklärt, er gehöre vielleicht auch nicht mehr hierher. Narziss bestätigt ihm das, und Goldmund verlässt das Kloster.
Während Narziss weiterhin asketisch nach den strengen Regeln der Glaubensgemeinschaft lebt und handelt, macht sich Goldmund auf die Suche nach seiner Mutter.
Weitere 15 Jahre später begegnen sich der inzwischen zum Abt gewählte Narziss und Goldmund in einer peinlichen Situation wieder: Zu einer Feier des Fürsten, in dessen Herrschaftsbereich das Kloster Mariabronn liegt, ist auch Narziss eingeladen. Plötzlich wird von der Wache ein unbekleideter Mann herein geführt. Narziss erkennt sofort Goldmund in ihm. Er wurde nackt in den Gemächern der Gemahlin des Fürsten aufgegriffen. Dieser lässt ihn in den Kerker werfen. Unter einem Vorwand besucht Narziss den Gefangenen, findet ihn schwer misshandelt vor und verhilft ihm zur Flucht, indem er ihm seine Kleider überlässt.
Später trifft Narziss wieder auf Goldmund, der schwer verletzt ist. Er bringt ihn ins Kloster und lässt ihn gesund pflegen. In der Abtei erzählt Goldmund von seinen Abenteuern. Er hat das Bildhauerhandwerk erlernt und seine große Liebe, Lene, gefunden, welche nach der Vergewaltigung durch einen Pestkranken gestorben ist. Seine Mutter hat er nicht gefunden.
Um ihn noch in der Abtei behalten zu können, beauftragt Narziss ihn, einen Altar zu fertigen. Goldmund erschafft ein Meisterwerk, das so noch niemand gesehen hat. Jede Heiligenfigur trägt das Antlitz einer Frau, die sein Leben geprägt hat. Nur das Gesicht der Gottesmutter Maria bleibt unvollendet. Bei einem Besuch seines schwer kranken Vaters erfährt er, dass dieser die Mutter ermordet hat, als sie ihn verlassen wollte. Der Künstler, befreit von dem Trauma, dass die Mutter ihn verstoßen habe, will nun das Werk vollenden. Doch der verbohrte Mönch Lothar zündet den Altar an. An den Folgen des Brandes stirbt Goldmund in den Armen von Narziss.

## Literarische Vorlage
„Ich finde das Verständnis Hermann Hesses unglaublich, das er für diese jungen Figuren hat. Das ist nicht diese Draufsicht, die man manchmal als Erwachsener hat oder diese Wertung. Es ist komplett wertungsfrei, mit einer großen Liebe für die Sehnsüchte und Ängste von jungen Menschen. Das finde ich ganz großartig, wie Hesse das hinbekommen hat.“

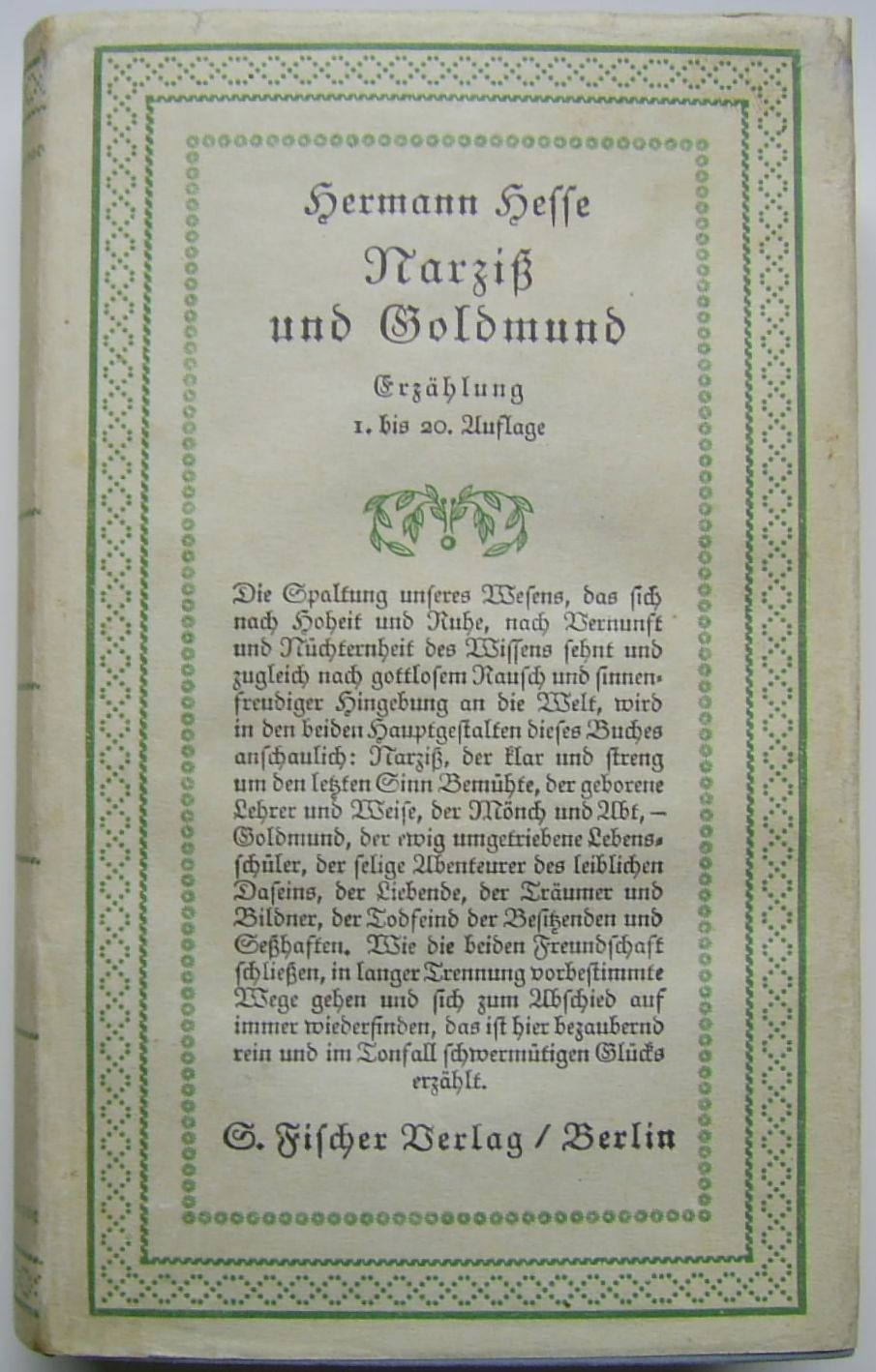
Narziß und Goldmund in der Erstausgabe von 1930

„Narziß und Goldmund“ war zu seinen Lebzeiten Hesses erfolgreichstes Buch und wurde in 30 Sprachen übersetzt. Er verwandte für dieses Werk einige stark biographische Bezüge, die sich auch in den Namen der Orte wiederfinden. Hesse war 1877 als Sohn des aus Estland stammenden Missionars Johann Hesse geboren worden. Von 1881 bis 1886 lebte die Familie in Basel. Zu dieser Zeit erwarb Johann Hesse die Schweizer Staatsangehörigkeit. Hermann Hesse lernte von 1890 bis 1891 an der Göppinger Lateinschule und legt das Württembergische Landexamen ab. Weil er eine theologische Laufbahn einschlagen wollte, erwarb sein Vater die württembergische Staatsbürgerschaft. Im September 1891 trat Hesse in das evangelische Klosterseminar Maulbronn ein. Narziß und Goldmund seien offenbar zwei Seiten von Hermann Hesse, so Joseph-François Angelloz: „Da er den Pfarrerberuf ergreifen sollte, war er Schüler im Maulbronner Kloster. Er führt uns also – im Roman – in das Mariabronner Kloster ein. Dort lehrt ein junger Novize, der wegen seiner Schönheit, seiner griechischen Kenntnisse, seiner Vornehmheit, seines nachdenklichen und tiefsinnigen Blickes geliebt oder beneidet wird; ihm ist die Gabe zuteil geworden, in den Seelen und in der Zukunft zu lesen, die Menschen auf ihr Schicksal zu lenken.“ Narziss entdecke in Goldmund „seinen Gegenpol und seine Ergänzung“ und „die andere Hälfte seiner eigenen Natur“, so Angelloz.

## Produktion

### Stab und Filmförderung
Regie führte der Oscar-Preisträger Stefan Ruzowitzky. Bereits 2014 war bekannt geworden, dass er an einer Drehbuchadaption von Hesses Roman schrieb. Dass Narziss in der Buchvorlage sehr lange nicht vorkommt, führte zu einem Problem für eine filmische Adaption. Daher wurde bei dieser ein dramaturgisches Modell mit verschachtelten Rück- und Vorblenden verwendet. Ausgangspunkt ist die Zeit, als der erwachsene Goldmund zu Narziss ins Kloster Mariabronn zurückkehrt und ihm von seinen Abenteuern berichtet.
Der Film erhielt vom FilmFernsehFonds Bayern eine Produktionsförderung in Höhe von 400.000 Euro, 350.000 Euro vom Medienboard Berlin-Brandenburg, von der Filmförderung des Bundes 700.000 Euro und Produktionsförderungen von der Mitteldeutschen Medienförderung in Höhe von 200.000 Euro und von der Filmförderungsanstalt in Höhe von 568.400 Euro. Von österreichischer Seite steuerten die FISA Filmstandort Austria eine Produktionsförderung in Höhe von 538.000 und der Filmfonds Wien in Höhe von 200.000 Euro bei. Weitere Förderungen stammen vom ORF Film-/Fernsehabkommen, der Kulturförderung des Landes Niederösterreich und vom Österreichischen Filminstitut.

### Besetzung und Vorbereitung
Sabin Tambrea und Jannis Niewöhner übernahmen die Titelrollen von Narziss und Goldmund. Da die Freundschaft der beiden Hauptfiguren über drei Dekaden andauert, werden sie in jüngeren Jahren von den Kinderdarstellern Oskar von Schönfels und Jeremy Miliker verkörpert. Tambrea und Niewöhner verbrachten zur Vorbereitung nacheinander mehrere Tage im Stift Zwettl im Waldviertel und nahmen an den sechs täglichen Gebeten teil. Für Niewöhner ist Narziss und Goldmund jedoch kein Historienfilm, in dem man versucht, eine gewisse Zeit realistisch abzubilden. Vielmehr hätte man sich an Hesse versucht und dem Mittelalter, wie er es gezeichnet hat. Es sei also eher ein fiktives romantisiertes Mittelalter: „Es ist alles sehr schön und besticht durch schillernde Farben.“
In weiteren Rollen sind Emilia Schüle als Lydia, Henriette Confurius als Lene und Uwe Ochsenknecht als Meister Niklaus zu sehen. Kida Khodr Ramadan übernahm die Rolle von Mönch Anselm, André M. Hennicke die Rolle des Mönchs Lothar.

### Dreharbeiten und Ausstattung

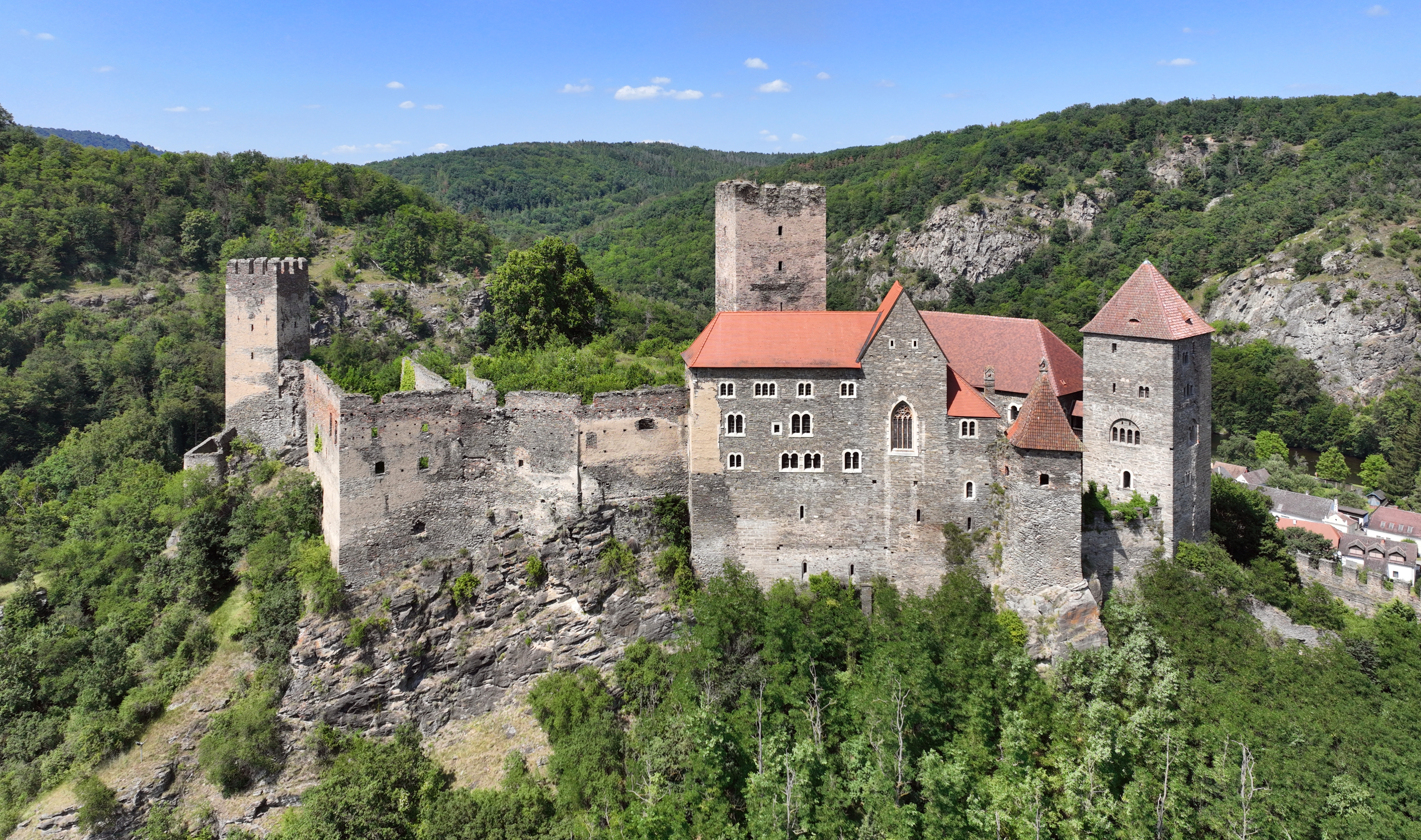
Die Dreharbeiten fanden unter anderem auf Burg Hardegg im Bezirk Hollabrunn statt

Gedreht wurde von August bis Oktober 2018 in Österreich, Südtirol und Tschechien. Als Drehort diente unter anderem die Burg Hardegg im Bezirk Hollabrunn in Niederösterreich, wo die Dreharbeiten am 16. August 2018 begonnen wurden. Normalerweise ist die 1145 errichtete Burg für Besucher zugänglich, doch während der Dreharbeiten wurde sie authentisch ins Mittelalter zurückversetzt. Weitere Schneeaufnahmen sollten in Südtirol entstehen. Kameramann war Benedict Neuenfels.
Weitere Szenen entstanden im Kloster Zwettl, der Kirche Döllersheim und in den Burgen Pernštejn, Točník, Švihov, dem Open-Air Museum Řepora und im Dom der heiligen Barbara in Kutná Hora.

### Filmmusik, Marketing und Veröffentlichung
Die Filmmusik komponierte Henning Fuchs. Das Soundtrack-Album wurde Mitte März 2020 von Neue Meister als Download sowie auf CD veröffentlicht.
In mehreren Szenen erklingt gregorianischer Gesang, wie zum Beispiel mit der Pfingstsequenz Veni Sancte Spiritus oder der Antiphon In paradisum, die von Sabin Tambrea teilweise solistisch angestimmt werden.
Ende Oktober 2019 wurde ein erster Trailer vorgestellt. Am 12. März 2020 kam der Film in die deutschen und Deutschschweizer und am darauffolgenden Tag in die österreichischen Kinos. Seine Premiere feierte Narziss und Goldmund am 2. März 2020 im Berliner Zoo Palast. Aufgrund der COVID-19-Pandemie wurden noch in der ersten Spielwoche die Kinos in Deutschland geschlossen, so dass der Film zunächst nur gut 20.000 Zuschauer fand. Am 16. April 2020 wurde er wie bereits zuvor die Känguru-Chroniken nach Gewährung einer außerordentlichen Verkürzung der Sperrfristen seitens der FFA als Kaufdownload veröffentlicht. Bei der Wiederaufnahme des Spielbetriebs ab Mai 2020 wurde der Film den Kinos erneut zur Verfügung gestellt. Am 13. März 2022 wurde Narziss und Goldmund in das Programm von Amazon Prime Video aufgenommen.

## Rezeption

### Altersfreigabe
In Deutschland wurde er von der FSK ab 12 Jahren freigegeben, in Begleitung der Eltern jedoch bereits ab 6 Jahren erlaubt. In der Freigabebegründung heißt es, die Atmosphäre des Films sei häufig düster, und auch Krieg und Pest würden thematisiert. So könnten gewalthaltige und dramatische Passagen sowie tragische Wendungen durch ihre emotionale Intensität Kinder unter 12 Jahren überfordern, ältere aber seien aufgrund des alltagsfernen historischen Settings in der Lage, sich vom Geschehen zu distanzieren und sich mit den jugendaffinen Aspekten des Films wie Erwachsenwerden, Freundschaft und individuelle Sinnsuche auseinanderzusetzen.

### Kritiken

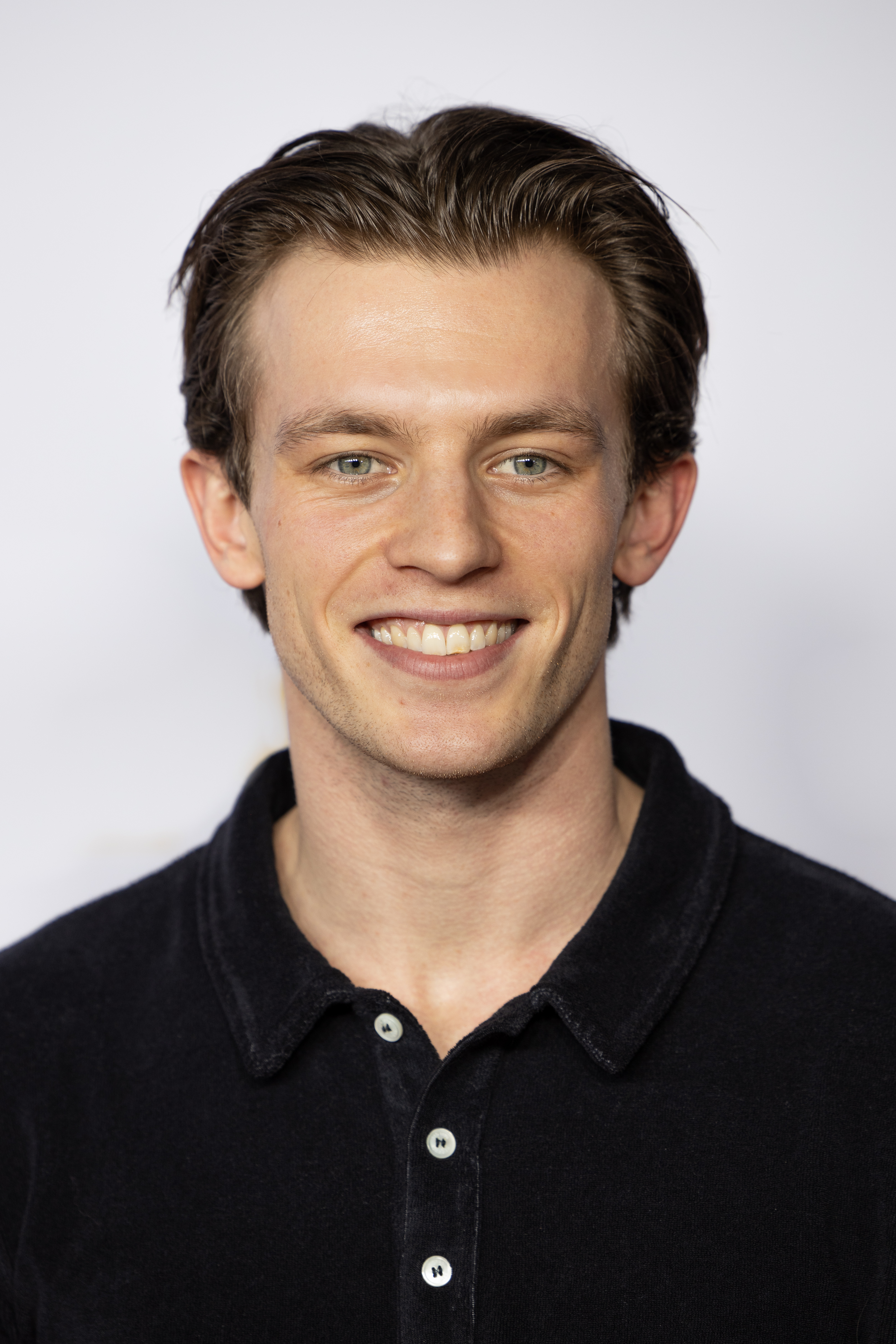
Jannis Niewöhner spielt Goldmund

Die Filmkritikerin Antje Wessels bemerkt auf programmkino.de, der Website der Gilde deutscher Filmkunsttheater, zwar stehe in der Geschichte die liebevolle Freundschaft zwischen zwei Männern im Fokus, doch das von Pest, Gewalt und Tod gezeichnete Umfeld, in dem sich ebendiese Freundschaft zu inniger Liebe entwickelt, könnte wohl kaum einer besser inszenieren als der mit der Materie vertraute Stefan Ruzowitzky: „Wir sehen von Pest-Blasen übersäte Leichen, im Detail am Opfer ausgeübte Folter und dazwischen immer wieder nackte Haut. Auch die Kulissen wirken stets alles andere als aufgeräumt, sondern schmutzig und belebt. Man hat bisweilen das Gefühl, den Gestank der Straßen mitsamt ihrer Menschen auch im Kinosaal riechen zu können.“ Es sei der exakten Regieführung Ruzowitzkys zu verdanken, dass bei so viel Gewalt und Schmutz die Intimität der Freundschaft zwischen Narziss und Goldmund nie auf der Strecke bleibt, so Wessels.
Manfred Riepe von epd Film schreibt, als junger Adonis, der viel nackte Haut zeigt, mache Jannis Niewöhner eine gute Figur, wegen seines breiten Berliner Dialekts klingen Hesses Dialoge bei ihm jedoch, als habe Goldmund eine Blechzunge. Sabin Tambrea dagegen nehme man den asketischen, sich selbst kasteienden Mönch schon eher ab.

### Einsatz im Schulunterricht
Das Onlineportal kinofenster.de empfiehlt den Film ab der 11. Klasse für die Unterrichtsfächer Deutsch, Geschichte, Sozialkunde, Ethik, Religion und Philosophie und bietet Materialien zum Film für den Unterricht. Dort schreibt Burkhard Wetekam, neben der Behandlung der Frage nach dem gelingenden Leben im Ethikunterricht bieten sich historische Erkundungen zur Rolle von Klöstern oder zu religiöser Kunst an.

### Auszeichnungen
Narziss und Goldmund wurde Anfang Januar 2020 in die Vorauswahl für den Deutschen Filmpreis aufgenommen.
Deutscher Filmpreis 2020
- Nominierung für das Beste Szenenbild (Sebastian Soukup)
- Nominierung für das Beste Maskenbild (Helene Lang)

Österreichischer Filmpreis 2021
- Nominierung in der Kategorie Beste Maske (Helene Lang)